# الدوري القطري 1975–76
إحصائيات دوري نجوم قطر في موسم 1975-76.

## نظرة عامة
فاز الريان بالبطولة.